# Drew Brown (muzician)
Andrew Brown (n. 9 ianuarie 1984, Colorado, SUA) este un muzician, multi-instrumentalist⁠(d) și compozitor american. Este chitarist în formațiile OneRepublic și Debate Team.

## Biografie și carieră
Drew este originar din Salem, Massachusetts. S-a mutat la Boston, Massachusetts în 2004, unde a format OneRepublic împreună cu vocalistul Ryan Tedder și chitaristul Zach Filkins.
În ianuarie 2011, Brown a format formația Debate Team cu bateristul OK Go Dan Konopka, chitaristul Bob Morris de la Hush Sound și vocalistul Ryan McNeill. Ei au lansat un EP în același an intitulat Wins Again.

### OneRepublic
Drew este chitarist în OneRepublic din 2002. Cântecele pe care le-a co-scris pentru trupă includ „Say (All I Need)”, „Stop and Stare”, „All Fall Down”, „Tyrant” și „Wont Stop” de pe albumul de debut Dreaming Out Loud; piesa de titlu de pe al doilea album Waking Up; și „Feel Again” și „Love Runs Out” de pe al treilea album al trupei, Native.

## Discografie
- Dreaming Out Loud (2007)
- Waking Up (2009)
- Native (2013)
- Oh My My⁠(d) (2016)
- Human (2021)